# Romulus Vulpescu
Romulus Vulpescu (n. 5 aprilie 1933, Oradea, România – d. 18 septembrie 2012, București, România) a fost un poet, scriitor, traducător, editor, publicist și politician român.
Romulus Vulpescu a fost fiul Elenei (născută Botez) și al lui Constantin Vulpescu, maistru militar armurier. A fost căsătorit cu prozatoarea Ileana Vulpescu, cu care a avut o fiică, Ioana (d. 2012).

## Studii
A urmat, la București, școala primară, liceele „Sf. Andrei” (1939-1948) și „Gh. Șincai” (1948-1951), unde a frecventat clasele X-XI la seral, în paralel cu o școală profesională (1950-1951), devenind și strungar calificat.
S-a înscris apoi la Facultatea de Filologie, Secția Limba și Literatura Română, a Universității din București, pe care a absolvit-o în 1955.

## Activitatea profesională
După absolvire, a lucrat ca redactor la Editura de Stat pentru Literatură și Artă (1955-1960), la Editura pentru Literatură Universală (1961-1964), la revista „Luceafărul” (1964-1965), ca secretar literar și director adjunct la Teatrul „Barbu Delavrancea” (1967-1969), muzeolog la Muzeul Literaturii Române și în redacția „Manuscriptum” (1970-1973), secretar la Uniunea Scriitorilor din România (1973-1989), director al Teatrului Mic (1990-1991).
A fost colaborator al celor mai importante reviste literare din țară; "Ateneu " „ Tomis", „ Transilvania", „Gazeta literara", „Luceafarul", „Cinema", „Săptămâna". În 1970, i se conferă distincția franceză „Laurii academici" (Les Palmes academiques) în gradul de ofițer, distincție care îi este înmânată abia în 1996. Romulus Vulpescu a îngrijit ed. din scrierile lui C. Sirbu, I. Barbu, G. Bacovia. A publicat "Antologia poeziei latino- americane" (1961) și "Antologia poeziei chineze" (1963).
A fost senator din partea Frontului Salvării Naționale în Legislatura 1990-1992, când a fost membru în grupurile de prietenie cu Statul Israel, Republica Franceză-Senat și Ungaria, apoi a fost membru în Consiliul Național al Audiovizualului între 1994 și 1998.
A fost membru al Partidului România Mare.

## Premii
- Laureat al Premiilor Fundației „România Mare” pe anul 1990.[5]

## Operă

### Poezii
- Poezii, Bucuresti, E.P.L.,1965
- Si alte poezii, 1949-l970, Bucuresti, Editura Cartea Romaneasca,1970
- Arte & meserie. Versuri vechi & noi, Bucuresti, Editura Cartea Romaneasca,1979;
- Armura noastră - cartea (30 de poezii scrise și rostite de autor), disc, "Electrecord", 1986;
- Versuri (1948 - 1993), Colecția Poeți români contemporani; 1995;
- Vraiștea, 1994, 2004;
- Vechituri & novitale, Editura Semne, 2005 (ediția a doua, 2007).

### Proză
- „1 Gigant 1” cu Liviu Macoveanu , povestire în CPSF 185/1962. Republicată ca „Gigant 1” în antologia Întîlnirile viitorului (Editura Tineretului, 1963)
- Proză - Exerciții de stil (proză și teatru), 1967;
- Procesul Caragiale-Caion. Dosarul revizuirii (teatru-document), transcriere și colaționare a textelor de art. și de polemici din presa vremii de Diana Cristev, Octaviana Mihăilescu, Manuela Tanasescu; prefață de Șerban Cioculescu; București, 1972. Procesul s-a jucat la Muzeul Literaturii Române, în 18 iunie 1972, având în distribuție pe Ș. Cioculescu, D. Desliu , Al. Oprea s.a.;
- Hîncu - ba! (două volume de polemici, de opinii și de controverse: vol. I: Zodia cacialmalei; vol. II: Praznicul pușlamalelor); Ploiești,2002.
- Proze perimate: exercitii de stil. Editura: Semne, 2007

### Traduceri (poezie și proză)
- Torquato Tasso, Epistolarul, Aminta, ediție îngrijită și introducere de Nina Facon, în colaborare cu George Lăzărescu; trad. și note de R. Vulpescu; București, 1956;
- François Villon, Opurile magistrului, adică Diata Mare și Lasata, Adaosul, Jergul si Baladele; București, 1958;
- Marcos Ana, Rădăcinile zorilor. Poeme din inchisoare" (poezie spaniolă), cu desene de Constantin Piliuță; București, 1961;
- Carolina María de Jesús, Strada A, nr. 9, (proză braziliană), 1962;
- François Rabelais, Gargantua, trad., note, comentarii și indice de Romulus Vulpescu, studiu introductiv de N. N. Condeescu; București, 1962;
- Plaut, Militarul fudul, București, 1963;
- Molière, Avarul, București, 1964;
- Jean-Francois Regnard, Jucătorul, București, 1964;
- Teatru francez contemporan, pref. de Elena Vianu. Jean-Paul Sartre (piesa: "Târfa cu respect"), București, 1964;
- Poeți ai Pleiadei : Jean Dorat, Pontus De Tyard, Joachim Du Bellay, Remy Belleau, Estienne Jodelle, Jean-Antoine De Baif, cuv. înainte de N. N. Condeescu;  București, Editura Tineretului, 1965;
- Andre Praga, Un Stradivarius pentru Brummel, București, 1967;
- Roger Richard, Era armoniei, București, 1967;
- Pablo Picasso, Dorința înhățată de coadă, București, 1967;
- Charles Baudelaire, Les Fleurs du mal' - Florile răului, ediție îngrijită de Geo Dumitrescu, introducere de Vladimir Streinu; București, 1968;
- François Rabelais, Viața nemaipomenită a marelui Gargantua, tatăl lui Pantagruel, și uimitoarea viață a lui Pantagruel, Feciorul uriașului Gargantua, ticluite odinioară de Francois Rabelais, povestite pentru copii de Ileana și de Romulus Vulpescu; ilustrată de Val. Munteanu, Bucuresti, 1968; ed. II, București, 1989;
- Alfred Jarry, Ubu rege încornorat înlănțuit în almanah pe colină, cu prolegomenele și cu paralipomenele respective cât și cu alte documente literare, istorice și iconografice privitoare la viața, la opera și la aventurile ilustrului bărbat, transfigurate patafizic în românește de Romulus Vulpescu; pref. de R. Munteanu; București, Editura pentru Literatură Universală, 1969 (republicată în 2009 la Editura Paralela 45) - traducere, copertă și prezentare grafică de R. Vulpescu;
- Oswaldo Dragun, Trei povestiri care merită povestite. Îndrăgostiții de la masa 10, București, 1970;
- Dante Alighieri, Opere minore, ed. îngrijită de V. Candea, trad. de Francisca Balteanu, T. Barbulescu, Oana Busuioceanu, V. Candea, P. Creția, Șt. Aug. Doinaș, Sanda Mihai Lăzărescu, Elena Nasta, Romulus Vulpescu ( Vita Nuova); comentarii de Oana Busuioceanu, V. Cândea, Șt. Aug. Doinaș, Al. Duțu, introducere, tabel cronologic și note introductive de V. Cândea; Bucuresti, 1971;
- Laurențiu Profeta - Cântece țigănești = Chansons gitanes; București, Editura Muzicală, 1971;
- Aucassin și Nicoleta, 1974;
- Charles d'Orléans - Poesies-Poezii. Balade, cântece, carole, lamente, rondeluri; selecție, echivalențe românești, prefață, bibliografie, note, indici, machetă artistică, titluri și prezentare grafică de Romulus Vulpescu; București, Ed. Univers, 1975;
- Mateiu I. - Matineu / Caragiale. Pajere = Aigles royaux, echivalențe franceze de Romulus Vulpescu; București, Editura Cartea Românească, 1983;
- Pierre de Marivaux, Joaca de-a amorul și de-a întâmplarea, București, 1996; Încercarea, București, 1997, Travestirea sau Pramatia pedepsită, București, 2000;
- Jean Anouilh, Euridice, București, 1999;
- Fernando Arrabal, Scrisoare de dragoste ca un supliciu chinezesc, București, 2000;
- Pleiada (ediție bilingvă), București, Editura Semne, 2001;
- Torquato Tasso, "Aminta"; București, Ed. Humanitas, 2001;
- Deocheatele lui François Villon - Poeme coțcărești de-a v-ați ascuns dintr-un Paris al Evului de Mijloc la obște deslușite cu dichis, cu schépsis date-n stampă; București, Ed. Semne, 2005;
- Villon (Opera Omnia), Editura Semne, ediție îngrijită de Ileana Vulpescu, 2013 (ediție unică în lume până în momentul de față);
- Teatru francez, ediție îngrijită de Ileana Vulpescu, 2016
- Viața nemaipomenită a marelui Gargantua - Povestită pentru copii de Ileana și de Romulus Vulpescu; Editura Agora, 2014

## Antologii personale
- Antologia poeziei chineze clasice, prefață de N.T. Fedorenko; București, 1963;
- Hoinărind prin București, 206 fotografii de G. Serban, comentariu de Romulus Vulpescu; București, Meridiane, 1968;
- Romulus Vulpescu - Récital extraordinaire, récits et théâtre; traducere de Ileana Vulpescu; ill. de Benedict Ganesco; Paris, Ed. Seghers, 1969;
- 30 poeți, 101 poeme, ediție bilingvă; București, Cartea Românească, 1978;
- Anotimpurile poeziei românești - Poetry's Seasons, ediție bilingvă, traducere de Gabriela Bernat; București, 1984;
- Voix et voies de la poésie roumaine = Glasuri și popasuri în poezia românească; Équivalences françaises Romulus Vulpescu = Echivalențe franceze Romulus Vulpescu. Edition bilingue. București, Edit. Biblioteca Bucureștilor, 1999;

## Crestomații de poezie
- Aranykor = Vârsta de aur. Román hazafias versek antológiája = Antologie de lirică patriotică românească. Román-magyar kétnyelvű kiadás. Válogatta és fordította Franyó Zoltán. Bukarest: Minerva Könyvkiadó, 1975;
- BOEȘTEANU, Aurel George. Poesis. Poètes roumains contemporains. /Recueil réalisé par Aurel George Boeșteanu/. Bucarest, Editions Eminescu, 1975;
- DUȚESCU, Dan. Romanian poems. An anthology of verse selected & translated by Dan Duțescu. Bucharest: Eminescu, 1982;
- Romanian poets of our time. Published under the aegis of the Writers Association of Bucharest, this volume has been compiled on the initiative and with the active assistance of Andrei Bantaș, Dan Duțescu, Carol Kormos and Leon Levițchi. Bucharest: Univers, 1974;
- 100 Years of Romanian Poetry. Bilingual series. Foreword by Stavros Deligiorgis. Translated by Ioana Deligiorgis. Jassy: Junimea Publishing House, 1982;
- After censorship. New romanian plays of the ‘90s. București: UNITEXT, 2000;
- Breve antologia de la poesia rumana contemporanea.Traduccion y notas de Luis Hernan Ramirez. Seleccion de Gilberto Alvarado. Prologo de Antonio Fernandez Arce. Lima: Ediciones Haraui, /s. a./. 64p.
- Eine Welt wird geboren. Answahl rumänischer Gegenwartsdichtung. Ausgewählt und besorgt von Mihai Isbășescu und Alex. A. Șahidhian. Bukarest: Cartea Românească, /s.a./;
- Rumänische Lyrik. Eine Answahl übersetzt und herausgegeben von Zoltan Franyo. Franz K. Franchy: Zum Geleit. Perpessicius Ein Jahchunderet rumänischer Lyrik. Wien: Bergland Verlag, 1969;
- Erkundungen. II. 33 rumänische Erzähler. Herausgegeben von Eva Behring. Mit einem Nachwort von Eva Behring. Berlin: Verlag Volk und Welt, 1985. 359p. Aus dem Rumänischen von Gerhard Cseika, Hedi Hauser, Renate Hauser-Sandu, Franz Hodjak, Peter Motzan, Elga Oprescu, Anke Pfeifer, Veronica Riedel, Holda Schiller, Ludwig Zenker;
- Rumänische dichter. Anthologie. Herausgegeber: Matei Albastru & Virginia Carianopol. Bukarest: România Press, 1998;
- Einhundertelf Rumänische dichter. Von Eminescu bis Gegenwart. Lirikanthologie. Herausgegeben von Matei Albastru. Bukarest: România Press, 2000;
- Die schönsten Gedichte aus Rumänien. Von Mioritza bis zur Gegenwart. Lirikanthologie von Ion Acsan, Matei Albastru. Bukarest, România Press, 2003.

Autori cuprinși: Vasile Alecsandri; Mihai Eminescu; Alexandru Macedonski; George Coșbuc; Tudor Arghezi; George Bacovia; Vasile Voiculescu; Lucian Blaga; Tristan Tzara; Alexandru Philippide; Radu Boureanu; Mihai Beniuc; Geo Bogza; József Méliusz; Wolf Aichelburg; Virgil Teodorescu; Eugen Jebeleanu; Maria Banuș, Gellu Naum; Geo Dumitrescu; Ștefan Augustin Doinaș; Ion Caraion; Nina Cassian; Leonid Dimov; Al. Andrițoiu; Vasile Nicolescu; Ion Brad; Aurel Rău; Nichita Stănescu; Romulus Vulpescu; Ion Gheorghe; Marin Sorescu; Gheorghe Tomozei; Cezar Baltag; Constanța Buzea; Ioan Alexandru; Ana Blandiana; Adrian Păunescu; Mircea Dinescu etc.

## Editor
- Cristian Sârbu, Pași spre lumină, prefață de Ion Bănuță; București, 1963;
- William Shakespeare, Viața și moartea regelui Richard al Ill-lea, echivalențe românești de Ion Barbu, pref. și tabel cronologic de Zoe Dumitrescu-Bușulenga, trad. actelor al Ill-lea, al IV-lea și al V-lea, a lacunelor din textul lui Ion Barbu; îngrijirea textului, notele și schița genealogică de R. Vulpescu; București, 1964;
- George Magheru, Poezii antipoetice, prefață de Perpessicius, București, 1966;
- Ion Horea, Versuri (1956-1972), București, 1973;
- G. Bacovia, Plumb, București, 1981;
- Plutire, ultima etapă. Istoria unei evadări în tentative repetate, de Panek Zoltan (prefata de Romulus Vulpescu); București, Kriterion, 1982;
- Antologia unirii : versuri; 1918-1983, alcătuită de George Muntean, Gheorghe Bulgăr, Romulus Vulpescu,...; București, Ed. Cartea Românească, 1983;
- Ion Barbu, Poems = Poezii; Ediție îngrijită de Romulus Vulpescu. Originale apărute în periodice, apărute în volume, versuri de circumstanță. Traduceri apărute în periodice, în volume. București, Albatros, 1970;
- Ion Barbu vivant. /Poezie/. Trad. Romulus Vulpescu. București, /s.n./. 1970;
- Ion Barbu, Joc secund, București, 1986;
- Romulus Guga, Poezii, introducere de Ștefan Aug. Doinaș; Cluj-Napoca, 1986.

## Filmografie
- Un film cu o fată fermecătoare (1967) - actor (criticul tânăr)
- Septembrie (1978) - actor (domnul cu papion)
- Drumuri în cumpănă (1979)
- Ultima frontieră a morții (1979) - actor (preotul din sat)
- François Villon – Poetul vagabond (1987) - actor (Beau Merle), consultant științific și dialoghist
- Rochia - adaptare tv estoniană

## Teatru
- Traducător - LIZZIE MAC KAY - Teatrul Municipal - Baia-Mare (19.01.1967)
- Regizor - CUM SE ÎNTELEG ȚĂRANII ÎNTRE EI; CONU' LEONIDA FAȚĂ CU REACȚIUNEA; MOȘII; TABLA DE MATERII; O NOAPTE FURTUNOASĂ - Teatrul 'Toma Caragiu' - Ploiești (24.05.1968)
- Traducător - ROCHIA - Teatrul Național 'Lucian Blaga' - Cluj-Napoca (26.05.1968)
- Regizor - ION - Teatrul 'Tudor Vianu' - Giurgiu (09.11.1968)
- Autor - CURIERUL DE SEARĂ; RÎPA ALBASTRĂ; BANDA DE MAGNETOFON - Teatrul Municipal - Baia-Mare (07.03.1969)
- Autor - CURIERUL DE SEARĂ - Teatrul de nord - Satu Mare (03.11.1969)
- Dramatizare - STUDENTUL CĂLĂTOR ÎN RAI; FARSA JUPÎNULUI PATHELIN - Teatrul de Stat - Constanța (25.02.1973)
- Regie și ilustrație muzicală - D-ALE CARNAVALULUI - Teatrul 'Sică Alexandrescu' - Brașov (26.12.1974)
- Autor - ROCHIA - Teatrul Național 'Lucian Blaga' - Cluj-Napoca (27.12.1979) si Teatrul 'Odeon' - București (14.12.1978)
- Traducător - TREI POVESTIRI CARE MERITĂ SĂ FIE POVESTITE - Teatrul de Stat 'Victor Ion Popa' - Bârlad (20.01.1979)
- Traducător - TARTUFFE - Teatrul 'Lucia Sturdza Bulandra' - București (26.02.1982)
- Traducător - TARTUFFE - Teatrul 'Alexandru Davilla' - Pitești (22.06.1982); Universitatea Națională de Artă Teatrală și Cinematografică 'I.L.Caragiale' - București (27.05.1987); Teatrul 'Sică Alexandrescu' - Brașov (29.09.1996); Teatrul Național 'Ion Luca Caragiale' - București (03.10.2009);
- Regizor - TITANIC VALS - Teatrul 'Alexandru Davilla' - Pitești (15.12.1982)
- Autor - ARTE ȘI MESERIE - Teatrul 'Regina Maria' - Trupa 'Iosif Vulcan' - Oradea (05.04.1983)
- Traducător - Ubu Rege - Teatrul Dramatic 'Fani Tardini' - Galați (27.10.1990); Teatrul Național 'Mihai Eminescu' - Timișoara (05.03.1999)
- Traducător - UBU REX CU SCENE DIN MACBETH - Teatrul Național 'Marin Sorescu' - Craiova (29.12.1990)
- Traducător - TÂRFA CU RESPECT - Teatrul 'I. D. Sârbu' - Petroșani (08.02.1992) si Teatrul 'I. D. Sârbu' - Petroșani (07.11.2009)
- Adaptare scenică și traducător - AVARUL - Teatrul 'Constantin I. Nottara' - București (01.04.1994); Teatrul Național 'Marin Sorescu' - Craiova (25.09.2004)
- Traducător - ÎNCERCAREA - Teatrul 'Sică Alexandrescu'- Brașov (20.12.1997)
- Traducător și adaptare scenică - EURIDICE - Teatrul 'Sică Alexandrescu' - Brașov (27.10.1999)
- Autor cântece - SOȚUL PĂCĂLIT - Teatrul 'Constantin I. Nottara' - București (11.03.2000)
- Traducător - SCRISOARE DE DRAGOSTE CA UN SUPLICIU CHINEZESC - Teatrul 'Constantin I. Nottara' - București (13.10.2000)
- Traducător și adaptare scenică - TRAVESTIREA - Teatrul 'Constantin I. Nottara' - București (15.12.2000)
- Traducător - CONUL LEONIDA CU SCENE DIN UBU - Teatrul Național 'Lucian Blaga' - Cluj-Napoca (03.10.2002)
- Traducător - UBU ÎNLĂNȚUIT - Teatrul de Comedie București (16.12.2004)
- Autor - MOLTO, GRAN' IMPRESSIONE - Teatrul Național 'Ion Luca Caragiale' - București (09.01.2009)
- Traducător - TARTUFFE SAU IMPOSTORUL - Teatrul Național 'Lucian Blaga' - Cluj-Napoca (01.02.2013)